# جيم توماس ليا الثالث
جيم توماس ليا الثالث (بالإنجليزية: Thomas C. Lea III)‏ (و. 1907 – 2001 م)هو رسام، ومؤرخ، وصحفي من الولايات المتحدة الأمريكية . ولد في إل باسو، تكساس .
توفي في إل باسو، تكساس .